# رویان‌سنگ‌خزه‌ایان
رویان‌سنگ‌خزه‌ایان (انگلیسی: Streptophytina) کلادی (گروه هم‌تبار) از باستان‌گیاهیان هستند که شامل سنگ‌خزه‌تباران و رویان‌داران می‌باشند.